# Citroën Xantia
Citroën Xantia (від грец. Ксантос - світло) — середньорозмірний автомобіль D-класу, що випускався компанією Citroën, підрозділом концерну PSA Group з 1993 по 2001 рік.

## Опис

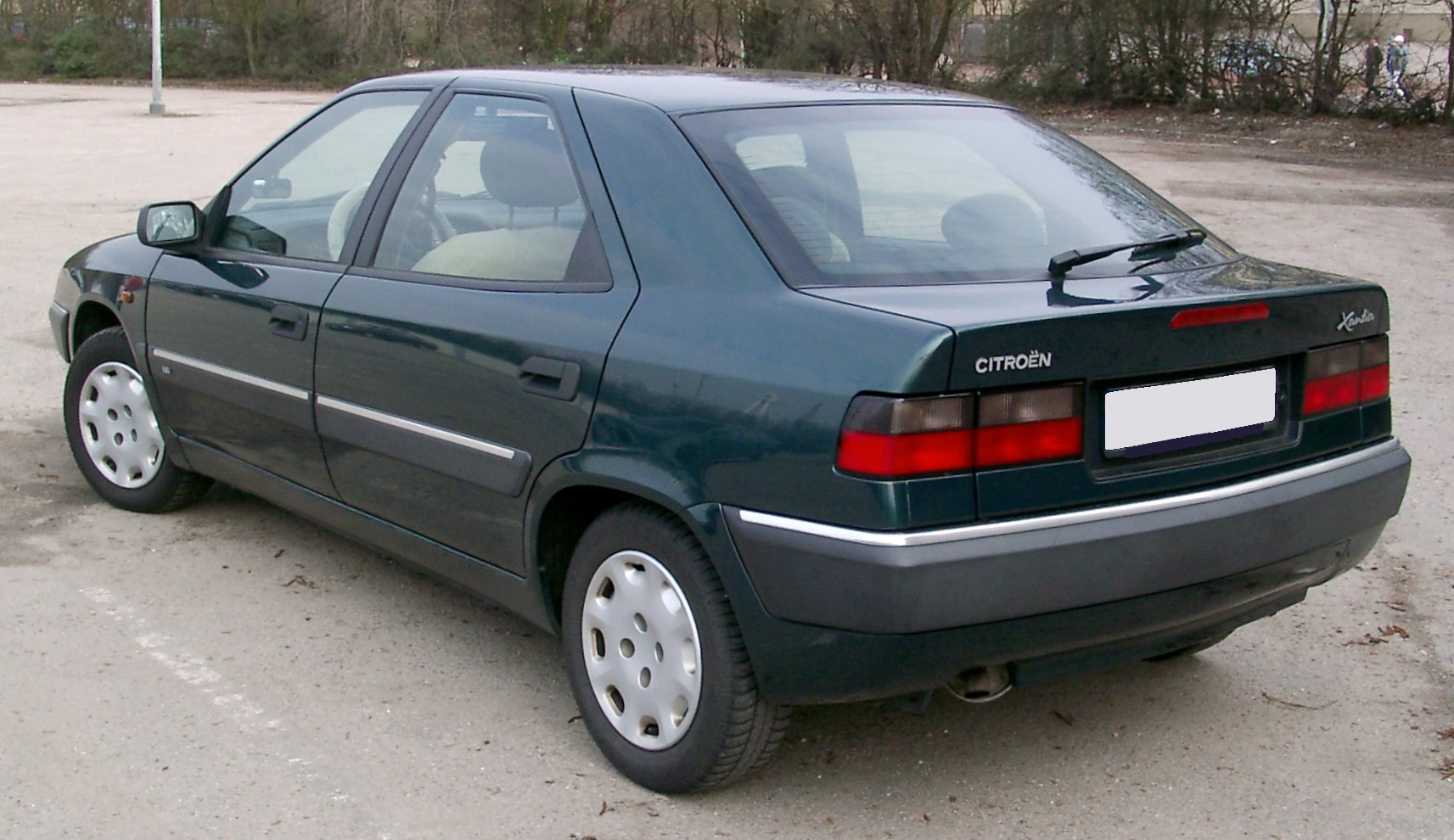
Citroën Xantia (1993-1997)

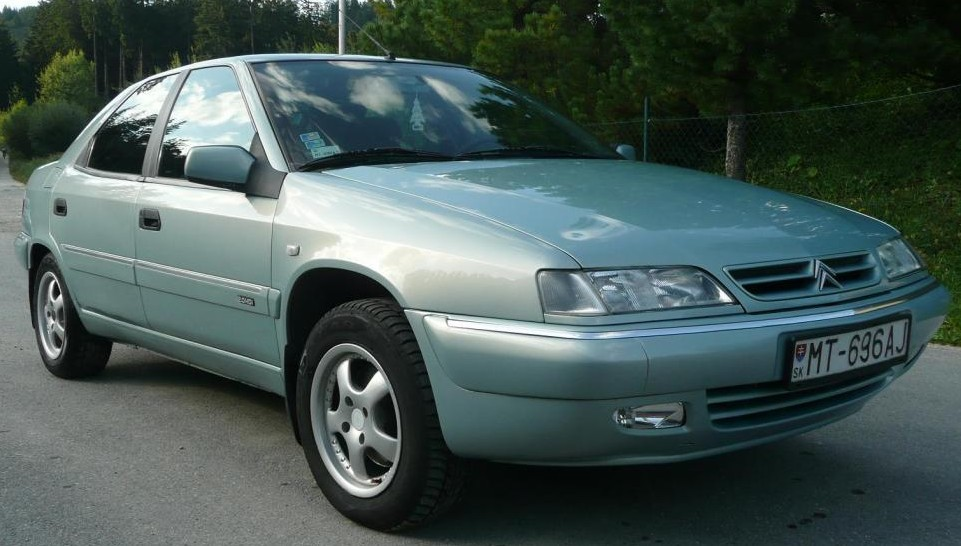
Citroën Xantia (1997-2001)

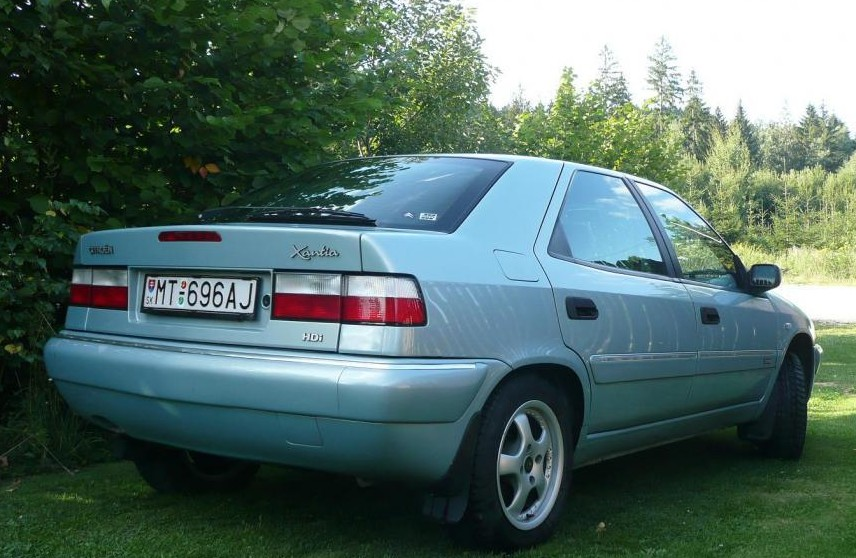
Citroën Xantia (1997-2001)

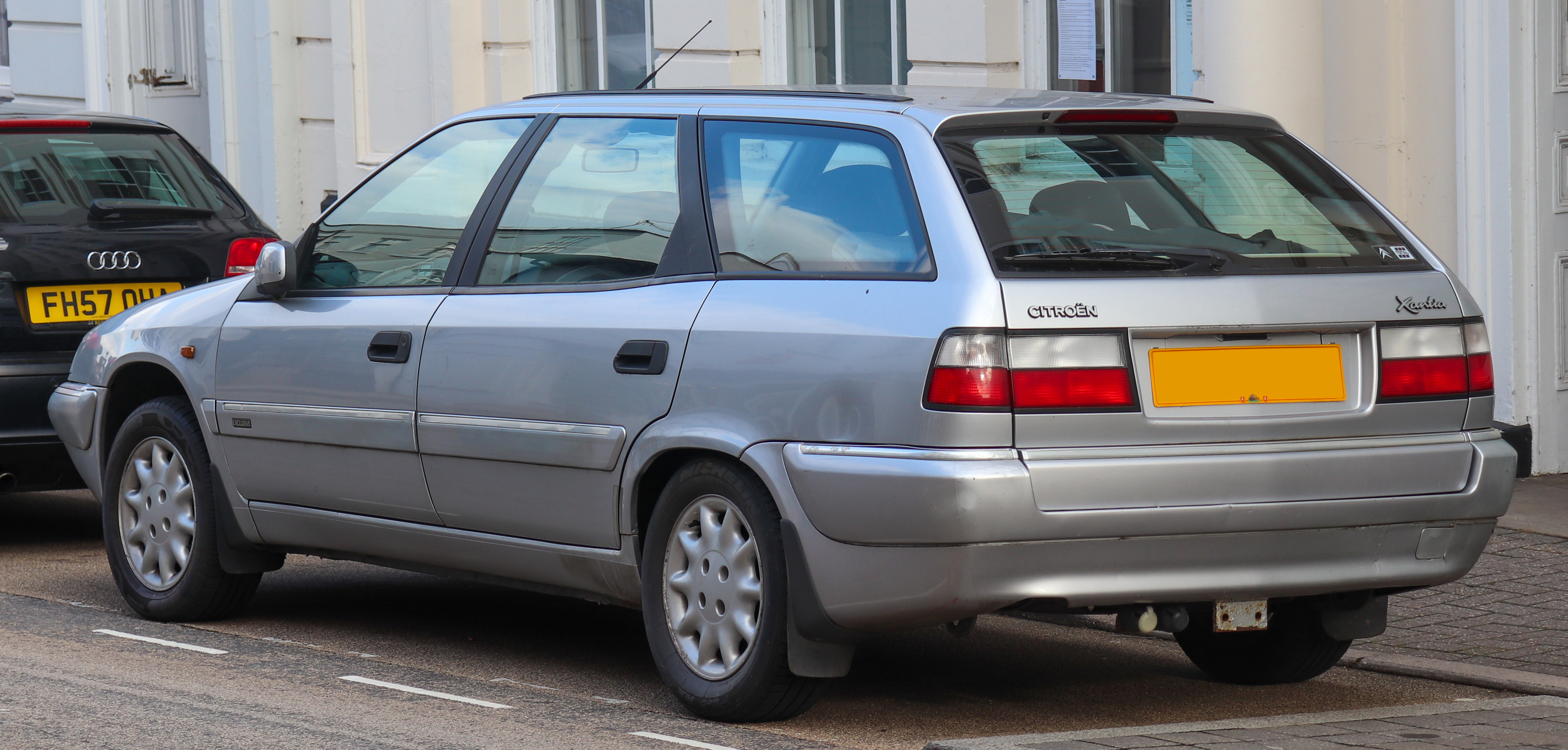
Citroën Xantia Break (1997-2001)

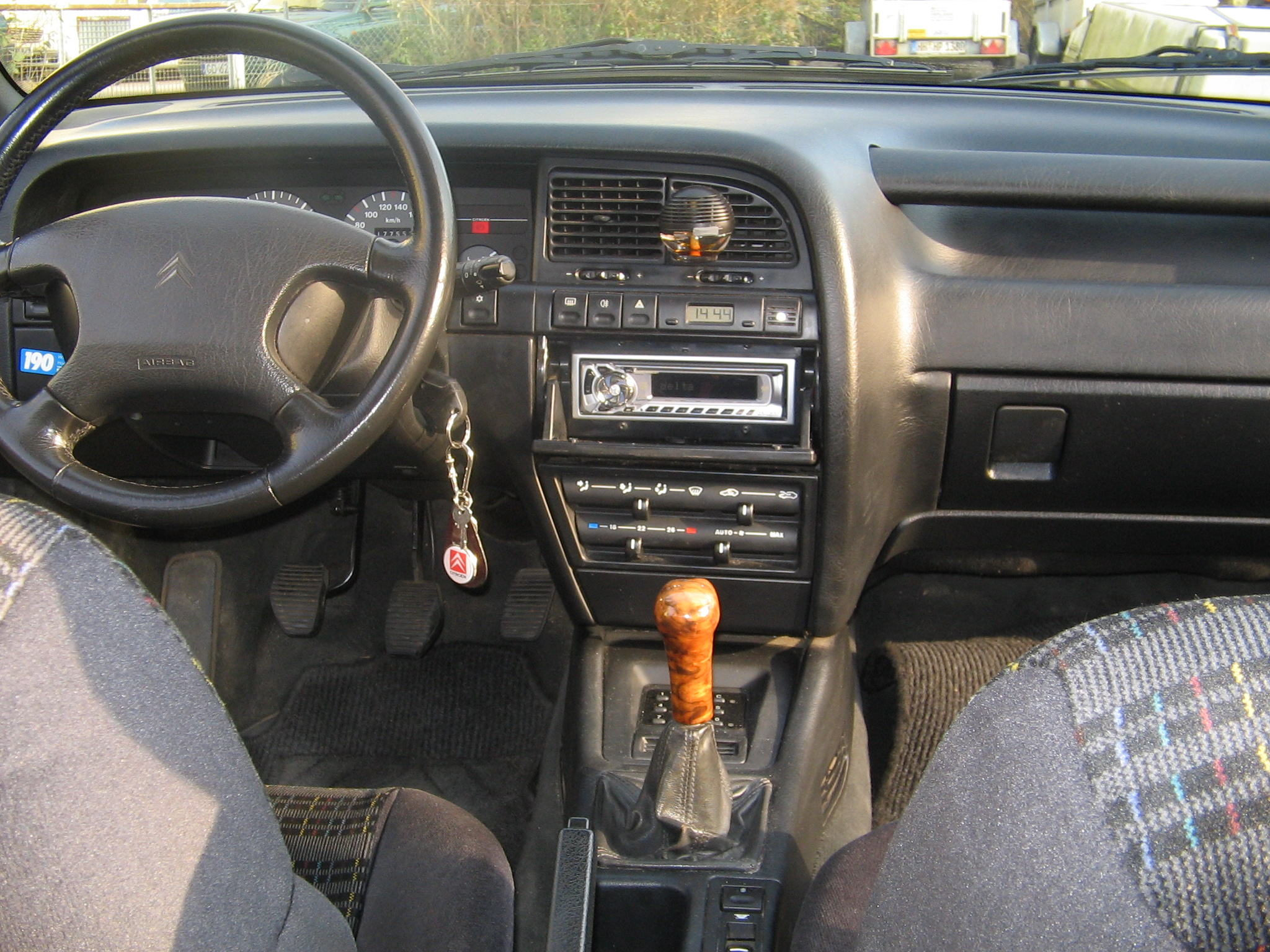
Салон

Своєю появою Citroen Xantia повинен був замінити на конвеєрі застарілий Citroën BX. Створенням нового дизайну інтер'єру та екстер'єру перспективної моделі займалася студія Bertone. Студія розробила витягнутий силует з об'ємним бампером в хромованому обрамленні, пологим заднім склом, витягнутою оптикою задав високу планку в сегменті D. Цікавий факт: Peugeot 406, що з'явився тільки в 1995 році, використовував ту ж платформу (днище, моторний щиток і т.д.), але мав не гідравлічну, а пружинну підвіску з кульовими опорами.
Автомобіль мав гідропневматичну підвіску Hydractive 2, запозичену у ХМ. Підвіска могла працювати у чотирьох положеннях. Перше призначалося для стоянки - автомобіль опускався в нижнє положення з мінімальним дорожнім просвітом. Друге положення — для звичайної їзди асфальтом, третє піднімало кузов для їзди поганою дорогою. Четверте положення призначалося виключно для заміни коліс.
Ліфтбек Citroën Xantia був показаний широкому загалу на Женевському міжнародному автосалоні. Виробництво нового п'ятидверного ліфтбека (Berline) Citroen Xantia почалося в листопаді 1992 рік.
У вересні 1995 року з'явився 5-дверний універсал Break. Універсал сконструювали на пару сантиметрів вищий та 21,5 см довший. Задній ряд сидінь на ліфтбеку та універсалі однаковий, може складатися частинами у співвідношенні 2:3, має лючок для довгомірних вантажів, розташований за підлокітником. В тому ж році дебютувала Citroën Xantia Activa, обладнана вдосконаленою підвіскою з системою стабілізації. Версія Activa, крім звичайних коробок передач, оснащувалася автоматичною з електронним управлінням .
В 1997 році автомобіль зазнав рестайлінг, в результаті якого став трохи вищим і придбавив в довжині: хетчбеки стали довшими на 8 см, універсали - на 5 см. Зміни торкнулися і інтер'єру автомобіля: місце поручня над ящиком рукавички зайняла подушка безпеки пасажира, дизайн панелей став більш округлим .
У Європі Xantia мала стійкий попит і протягом 1990-х років конкурувала з Ford Mondeo, Nissan Primera, Rover 600, Toyota Carina E та Opel Vectra. У 2002 році у Франції завершилося виробництво Citroen Xantia.
Ще за рік до закінчення виробництва, іранський концерн SAIPA розпочав складання Xantia за ліцензією, купленою у Citroën у 2000 році. Усі моделі, зібрані в Ірані, мали лише 5-ст. МКПП та п'ятидверний кузов ліфтбек. У 2010 році, через припинення виробництва французьких комплектуючих, збірку Xantia в Ірані було завершено.
Також на невеликому спільному підприємстві Fengshen-Citroen у межах міста Гуанчжоу, з 1996 по 1997 рік проводилося дозбирання машинокомплектів Citroën Xantia з Франції. За цей час було випущено невелику кількість автомобілів Citroen Xantia під назвою Fengshen-Xietuolong XM.

### Комплектації
Стандартна комплектація автомобіля оснащується: регульованою рульовою колонкою, радіо і касетним програвачем, складними задніми сидіннями, задніми протитуманними фарами, хромованими молдингами з боків, передніми електропривідними вікнами. Модифікація LX оснащується: передніми електропривідними вікнами, електроприводним люком на даху, дзеркалами з підігрівом й аудіосистемою з 6 динаміками. В Залежності від комплектації і року випуску,автомобіль Citroen Xantia можна дооснастити: ABS, кондиціонером, сигналізацією, легкосплавними дисками, бамперами під колір кузова, центральним замком, тканинною оббивкою сидінь, круїз-контролем, водійською подушкою безпеки, електропривідними вікнами, протитуманними фарами головного світла, дзеркалами з підігрівом, шкіряною оббивкою сидінь, PAS, сталевими колесами, рульовим колесом з рейковим механізмом і бічними подушками безпеки. 

## Двигуни
| Бензинові     | Бензинові         | Бензинові | Бензинові                        | Бензинові                  | Бензинові        | Бензинові    | Бензинові |
| Модель        | Циліндри/ Клапани | Об'єм     | Потужність                       | Крутний момент             | Код двигуна      | Роки випуску |           |
| ------------- | ----------------- | --------- | -------------------------------- | -------------------------- | ---------------- | ------------ | --------- |
| 1.6i          | 4/8               | 1580 см³  | 65 kW (88 к.с.) при 6000 об/хв   | 130 Нм при 2600 об/хв      | XU5 M3/Z (BFZ)   | 1993–1995    |           |
| 1.8i          | 4/8               | 1762 см³  | 66 kW (90 к.с.) при 5000 об/хв   | 147 Нм при 2600 об/хв      | XU7 JB (LFX)     | 1995–1999    |           |
| 1.8i          | 4/8               | 1762 см³  | 74 kW (101 к.с.) при 6000 об/хв  | 153 Нм при 3000 об/хв      | XU7 JP (LFZ)     | 1993–1998    |           |
| 1.8i 16V      | 4/16              | 1762 см³  | 81 kW (110 к.с.) при 5500 об/хв  | 155 Нм при 4250 об/хв      | XU7 JP4 (LFY)    | 1995–2001    |           |
| 2.0i          | 4/8               | 1998 см³  | 89 kW (121 к.с.) при 5750 об/хв  | 176 Нм при 2750 об/хв      | XU10 J2C (RFX)   | 1993–1998    |           |
| 2.0i 16V      | 4/16              | 1998 см³  | 97 kW (132 к.с.) при 5500 об/хв  | 180 Нм при 4200 об/хв      | XU10 J4R (RFV)   | 1995–2000    |           |
| 2.0i 16V      | 4/16              | 1998 см³  | 110 kW (150 к.с.) при 6500 об/хв | 183 Нм при 3500 об/хв      | XU10 J4D/Z (RFT) | 1994–1995    |           |
| 2.0i 16V      | 4/16              | 1998 см³  | 112 kW (152 к.с.) при 6500 об/хв | 186 Нм при 3500 об/хв      | XU10 J4D/Z (RFY) | 1993–1994    |           |
| 2.0i TCT      | 4/8               | 1998 см³  | 108 kW (147 к.с.) при 5300 об/хв | 235 Нм при 2500–3500 об/хв | XU10 J2TE (RGX)  | 1995–1998    |           |
| 3.0i V6       | 6/24              | 2946 см³  | 140 kW (190 к.с.) при 5500 об/хв | 267 Нм при 4000 об/хв      | ES9 J4 (XFZ)     | 1997–2000    |           |
| Дизельні      |                   |           |                                  |                            |                  |              |           |
| Модель        | Циліндри/ Клапани | Об'єм     | Потужність                       | Крутний момент             | Код двигуна      | Роки випуску |           |
| 1.9 D         | 4/8               | 1905 см³  | 50 kW (68 к.с.) при 4600 об/хв   | 120 Нм при 2000 об/хв      | XUD9 Y (DJZ)     | 1993–1995    |           |
| 1.9 D         | 4/8               | 1905 см³  | 51 kW (69 к.с.) при 4600 об/хв   | 120 Нм при 2000 об/хв      | XUD9 A (D9B)     | 1995–1996    |           |
| 1.9 SD        | 4/8               | 1905 см³  | 55 kW (75 к.с.) при 4600 об/хв   | 135 Нм при 2250 об/хв      | XUD9 SD (DHW)    | 1995–1998    |           |
| 1.9 Turbo D   | 4/8               | 1905 см³  | 66 kW (90 к.с.) при 4000 об/хв   | 196 Нм при 2250 об/хв      | XUD9 TE/Y (DHX)  | 1993–2000    |           |
| 2.0 HDi       | 4/8               | 1997 см³  | 66 kW (90 к.с.) при 4000 об/хв   | 205 Нм при 1900 об/хв      | DW10 TD (RHY)    | 1998–2000    |           |
| 2.0 HDi       | 4/8               | 1997 см³  | 80 kW (109 к.с.) при 4000 об/хв  | 250 Нм при 1750 об/хв      | DW10 ATED (RHZ)  | 1998–2001    |           |
| 2.1 Turbo D12 | 4/12              | 2088 см³  | 80 kW (109 к.с.) при 4300 об/хв  | 250 Нм при 2000 об/хв      | XUD11 BTE (P8C)  | 1995–1998    |           |